# Franz von Boehn
Franz Alexander Bernhard von Boehn (* 24. Juni 1806 in Kolberg; † 21. Februar 1890 in Stolp) war ein preußischer Generalleutnant und Kommandant von Stettin.

## Leben

### Herkunft
Franz war ein Sohn des preußischen Kapitäns im Ingenieurkorps Ernst von Boehn (1774–1841) und dessen Ehefrau Magdalene Elisabeth, geborene Seiff (1781–1849).

### Militärkarriere
Nach seiner Erziehung am Berliner Kadettenhaus trat Boehn am 8. April 1824 als Sekondeleutnant in das II. Bataillon des 1. Garde-Landwehr-Regiments der Preußischen Armee in Stettin ein. Von Mai 1824 bis Oktober 1825 war er zum Lehr-Garde-Landwehr-Bataillon kommandiert. Am 1. Juni 1826 folgte seine Versetzung zum Garde-Reserve-Infanterie-Regiment und hier avancierte er Ende Juni 1839 zum Premierleutnant. Als solcher war Boehn 1839/45 zur Schulabteilung des Lehr-Infanterie-Bataillons kommandiert. Anschließend wurde er Ende Juni 1845 unter Beförderung zum Hauptmann zum Kompaniechef ernannt. Mit der Beförderung zum Major wurde er  am 17. Juli 1851 als Kommandeur des III. Bataillons im 3. Garde-Landwehr-Regiment nach Polnisch Lissa versetzt. Daran schloss sich ab dem 9. Mai 1854 eine Verwendung als Kommandeur des Füsilier-Bataillons im 11. Infanterie-Regiment an. In dieser Eigenschaft stieg Boehn Mitte Oktober 1856 zum Oberstleutnant auf. Am 15. März 1859 beauftragte man ihn zunächst mit der Führung des 5. Infanterie-Regiments und am 31. Mai 1859 wurde er mit der Beförderung zum Oberst zum Regimentskommandeur ernannt. Boehn erhielt anlässlich der Krönungsfeierlichkeiten von König Wilhelm I. Mitte Oktober 1861 den Kronen-Orden III. Klasse und wurde am 10. Februar 1863 unter Stellung à la suite seines Regiments mit der Führung der 3. Infanterie-Brigade beauftragt. Am 17. März 1863 folgte mit der Beförderung zum Generalmajor seine Ernennung zum Kommandeur dieser Brigade.
Während des polnischen Aufstands war Boehn 1863/64 Führer eines Grenzschutz-Detachements bei Stallupönen. Am 9. Januar 1864 wurde er zum Kommandanten von Stettin ernannt und in dieser Stellung am 20. September 1866 zum Generalleutnant befördert. Krankheitsbedingt nahm Boehn seinen Abschied und wurde am 7. Februar 1868 unter Verleihung des Stern zum Roten Adlerorden II. Klasse mit Eichenlaub mit Pension zur Disposition gestellt. Er starb am 21. Februar 1890 in Stolp in Pommern.

### Familie
Er heiratete am 10. Juni 1864 in Stolp Franziska von Trebra (* 1839) aus dem Hause Bretleben. Die Ehe blieb kinderlos.